# Série 501 a 508 da CP
A Série 501 a 508, também identificada como Série 500 ou Pacific, foi um tipo de locomotiva a tracção a vapor, utilizada pela Companhia dos Caminhos de Ferro Portugueses desde 1925. Foram, em conjunto com as suas irmãs da Série 551 a 560, as locomotivas a vapor para comboios de passageiros com maior destaque em Portugal, tendo realizado serviços rápidos em todas as linhas que suportassem o seu peso por eixo. No entanto, foram sendo progressivamente substituídas por material a gasóleo tanto no centro como no Sul do país, tendo terminado a sua carreira na região Norte, na Década de 1970.

## História
Estas locomotivas foram fabricadas pela casa alemã Henschel & Sohn, tendo entrado ao serviço da Companhia dos Caminhos de Ferro Portugueses em 1925, um ano após as suas congéneres da Série 551 a 560, dos Caminhos de Ferro do Estado. Após a sua chegada, foram desde logo afectas ao depósito de Campolide, para assegurarem os comboios rápidos desde a Gare do Rossio até Vila Nova de Gaia, não podendo passar pela Ponte Maria Pia devido ao seu elevado peso por eixo. Com a sua entrada ao serviço, permitiram um aumento no número de comboios rápidos entre Lisboa e o Porto, passando a ser três em cada sentido, com um dos comboios em cada direcção a circular em conjunto com o Sud Expresso entre a capital e Pampilhosa. Em todo o percurso entre o Rossio e Gaia, só necessitavam de se reabastecer com água uma vez, em Albergaria dos Doze, processo que demorava cerca de cinco minutos, e que era aproveitado pelos passageiros para uma pausa. Apesar da sua grande potência, estas locomotivas não eram capazes de rebocar comboios longos nas grandes rampas entre Caxarias, Albergaria e Vermoil, pelo que era necessária a dupla tracção. Esta operação provocava atrasos na circulação dos comboios, que eram normalmente recuperados por tripulantes mais experientes.
Em 1930 o comboio mais rápido entre o Rossio e Gaia era o n.º 53, que fazia o percurso em 5h19m, em conjunto com o Sud Express até à Pampilhosa, e que pelo seu peso e apertado horário era sempre assegurado por uma das locomotivas da série 501 a 508 ou 551 a 560. Originalmente tinham os números de 601 a 608, tendo sido renumeradas para 501 a 508 durante um processo da C. P. para reorganizar o seu material circulante em 1931. Nessa altura, já lhes tinham sido instalados os pára-fumos, componente que lhes deu uma maior aparência como locomotivas para comboios rápidos.
Em 1939, as Pacific foram responsáveis por rebocar vários comboios especiais para experimentar as novas carruagens metálicas Budd, que tinham chegado a Portugal nesse ano. Em 7 de Abril, um comboio formado pela locomotiva 501 e por três carruagens, com o peso total de 170 t, fez o percurso de Gaia a Campolide em 3 horas e 9 minutos, com paragens em Pampilhosa, Albergaria e Entroncamento, tendo sido atingidas velocidades de 140 a 1405 Km/h nos percursos em patamar, e alcançando uma velocidade média comercial de 107,8 km/h. Em 7 de Abril desse ano, a locomotiva 501 atingiu 132 km/h num exercício de velocidades, rebocando um comboio de 107 t, tendo alcançado esta velocidade junto a Ovar, no regresso de Vila Nova de Gaia para Lisboa. Pouco tempo depois, a 503 foi alvo de um processo de carenagem, então em voga nos Estados Unidos da América e em vários países da Europa, onde eram adicionados componentes metálicos às locomotivas para aumentar o seu aerodinamismo, e para melhorar a sua aparência de acordo com os padrões estéticos da altura. Assim, em 1940 a locomotiva 503 foi apresentada com o seu novo design, em conjunto com várias carruagens Budd na Exposição do Mundo Português, formando o comboio Flecha de Prata, que era então a principal imagem de marca dos caminhos de ferro portugueses. No entanto, o peso destes componentes metálicos aumentou o consumo de carvão da locomotiva, o que, em conjunto com as maiores restrições à importação de carvão devido à Segunda Guerra Mundial, fez com que fossem retirados, voltando assim a 503 à sua aparência anterior. Com efeito, os problemas em conseguir combusível levaram a C. P. a retirar um comboio rápido em cada sentido na Linha do Norte e a expandir as marchas dos dois restantes, de forma a reduzir o consumo. Além disso, a companhia também experimentou a modificação de várias locomotivas para utilizarem fuelóleo em vez de carvão, incluindo as da série 501 a 508.

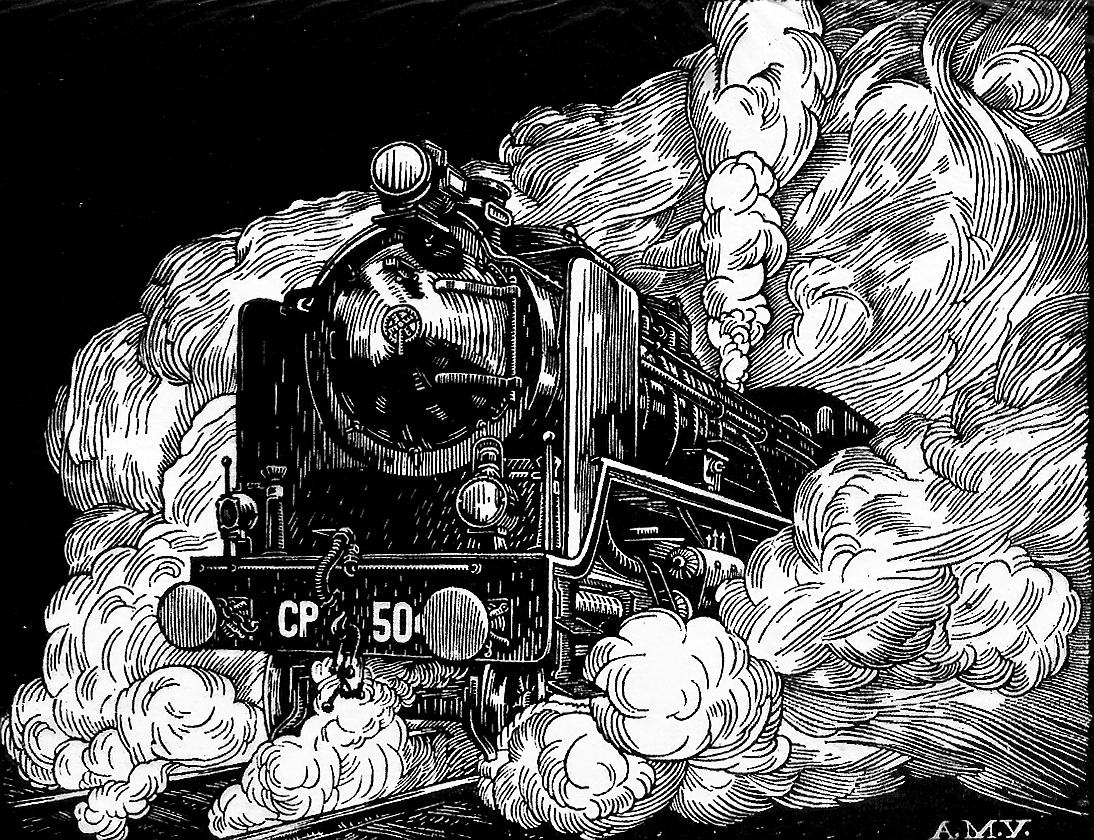
Attila Mendly de Vétyemy, A Locomotiva 504 da CP, 1938. Esta xilogravura foi utilizada nos cartões de Boas Festas da CP para o Natal de 1938 e Ano Novo de 1939, com texto em Francês. O artista criou ainda uma outra xilogravura alusiva à CP, com uma vista tomada do interior da gare para o Túnel do Rossio.

Em 1948, entraram ao serviço as locomotivas da gasóleo da futura Série 1500, que substituíram de forma progressiva as Pacific nos comboios rápidos, que passaram então a fazer comboios de longo curso na Linha do Oeste, todos os  comboios especiais que precisassem de ser feitos a grande velocidade, e como reservas para os serviços mais importantes, incluindo a substituição das locomotivas a gasóleo quando fosse necessário. Também serviam para transportar os comboios de passageiros desde a Gare do Rossio até ao Rego, uma vez que as locomotivas a gasóleo não podiam circular pelo Túnel do Rossio.
Em 1955, todos os serviços de longo curso foram transferidos da Gare do Rossio para Santa Apolónia, levando à transferência das últimas locomotivas que ainda estavam adscritas a Campolide para o Entroncamento e o Barreiro. As locomotivas sedeadas no Entroncamento foram postas a rebocar vários comboios de passageiros na Linha do Leste e no Ramal de Cáceres, incluindo o Lusitânia Expresso, e na Linha do Norte, como os comboios ónibus do Entroncamento a Vila Nova de Gaia por Coimbra. As unidades que foram passadas para o Barreiro começaram então a rebocar os principais comboios na região Sul do país, como o Rápido do Algarve. No entanto, começaram a ser substituídas naqueles serviços por locomotivas a gasóleo, e nos inícios dos anos 60 só restava a locomotiva 502 no Barreiro, que foi posteriormente passada para o Entroncamento. Nessa década as locomotivas da Série 1200 foram transferidas para o depósito do Entroncamento, de forma a substituir as Pacific nas linhas alentejanas, embora esta experiência não tenha sido bem sucedida por não serem capazes de superar a pendente no Alto do Padrão. No entanto, com a progressiva electrificação da rede ferroviária outras locomotivas a gasóleo foram sendo dispensadas, afastando as Pacific dos serviços, que devido às suas características direccionadas para comboios rápidos não se conseguiam adaptar de forma eficaz para outros tipos de comboios, como mercadorias, serviços ligeiros ou reboque. Assim, foi decidido o abate destas locomotivas, e em 1965 já só sobravam três Pacific no Entroncamento, as 501, 502 e 508, que faziam comboios no Ramal de Tomar e nas linhas do Leste e de Vendas Novas, e eram ainda responsáveis pelo Lusitânia Expresso, uma vez que eram as únicas que dispunham de um equipamento para aquecimento das carruagens.
No entanto, continuaram a chegar mais locomotivas a gasóleo ao Entroncamento, que substituíram as Pacific nos últimos comboios, tendo por isso as 501 e 508 passadas para o Barreiro cerca de dois anos depois, para rebocar os comboios até à Funcheira via Beja, em conjunto com as últimas sobreviventes das séries 550 e 350, e os tranvias até Praias-Sado. Por seu turno, a 502 ainda permaneceu durante no Entroncamento como reserva fria, mas foi abatida pouco tempo depois. Nos finais de 1968, terminou oficialmente a tracção a vapor no depósito do Barreiro, tendo 508 sido abatida nos finais de 1969, enquanto que a 501 foi passada para o depósito de Contumil para resolver uma crise de falta de material motor na região Norte, devido a atrasos na chegada do segundo lote das locomotivas a gasóleo da Série 1400. Enquanto esteve sedeada em Contumil, foi responsável pelo reboque dos comboios mais importantes nas linhas do Douro e Minho, como os semi-directos do Porto até Viana do Castelo e Régua. Depois de ter sido alvo de grandes obras de reparação, a 501 saiu do serviço activo em 1972, tendo sido destacada pelo director da Região Norte como o principal símbolo das locomotivas a vapor em Portugal, e por isso deveria ser mantida em estado de marcha. No entanto, pouco tempo depois uma unidade tripla eléctrica colidiu contra a 502 em Contumil, resultando na destruição do seu pavilhão, embora a caldeira não tenha sido atingida. Embora estes estragos fossem considerados de fácil e pouco dispendiosa reparação, a locomotiva foi rebocada para o Entroncamento, onde foi abatida, apesar dos protestos de vários defensores dos caminhos de ferro.

## Descrição

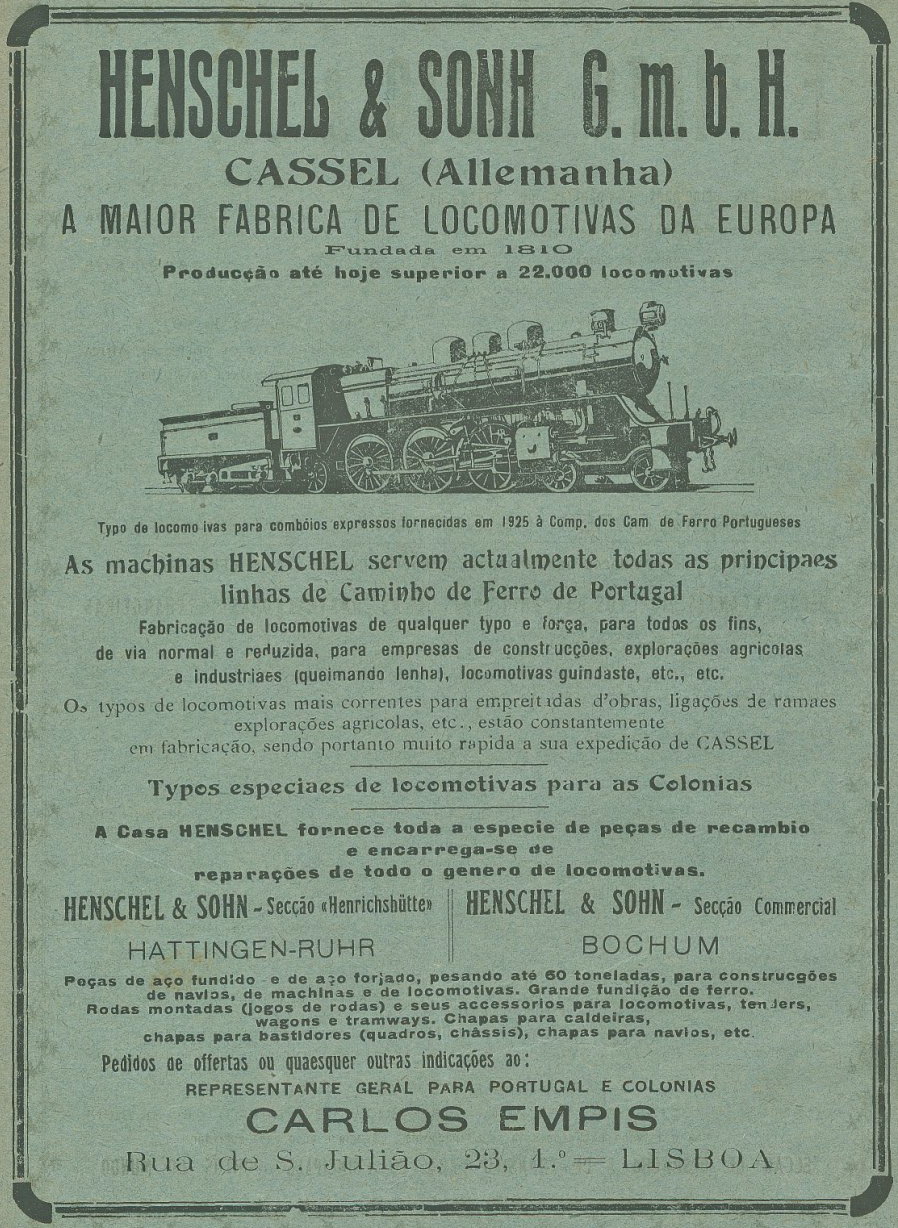
Anúncio da companhia alemã Henschel & Sohn, com o desenho de uma locomotiva da série 501 a 508

Esta série consistia em oito locomotivas com tender, numeradas de 501 a 508. Utilizavam um sistema compound, com quatro cilindros Du Bousquet-De Glehn. Tinham rodas motoras de grandes dimensões, com 1,90 m de comprimento, o que, em conjunto com as características da sua caldeira, lhes permitia alcançar grandes velocidades em patamar, atingindo 120 Km/h. O seu esforço de tracção era de 8.974 Kg, podendo rebocar comboios até um peso total de 400 t.
Eram muito semelhantes às locomotivas da Série 551 a 560, sendo as principais diferenças na forma dos cabeçotes e na zona dianteira dos correspondentes pavilhões, e nas caldeiras, que eram maiores, permitindo uma potência ligeiramente superior mas aumentando o seu peso em 8.500 Kg. Estas duas séries foram as únicas representantes das locomotivas do tipo Pacific (4-6-2) em Portugal.

## Ficha técnica

### Características gerais
- Tipo de tracção: Vapor[1]
- Bitola: Ibérica[1]
- Fabricante: Henschel & Sohn[1]
- Entrada ao serviço: 1925[1]
- Número de locomotivas: 8 (501 - 508)[1]